# Natália Pedro da Costa Umbelina Neto

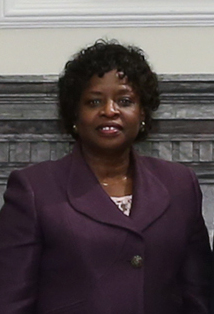
Natália Umbelina (2014)

Natália Pedro da Costa Umbelina Neto (* 3. November 1951) ist eine Politikerin in São Tomé und Príncipe. Sie diente 2012 bis 2014 als Außenministerin.

## Leben

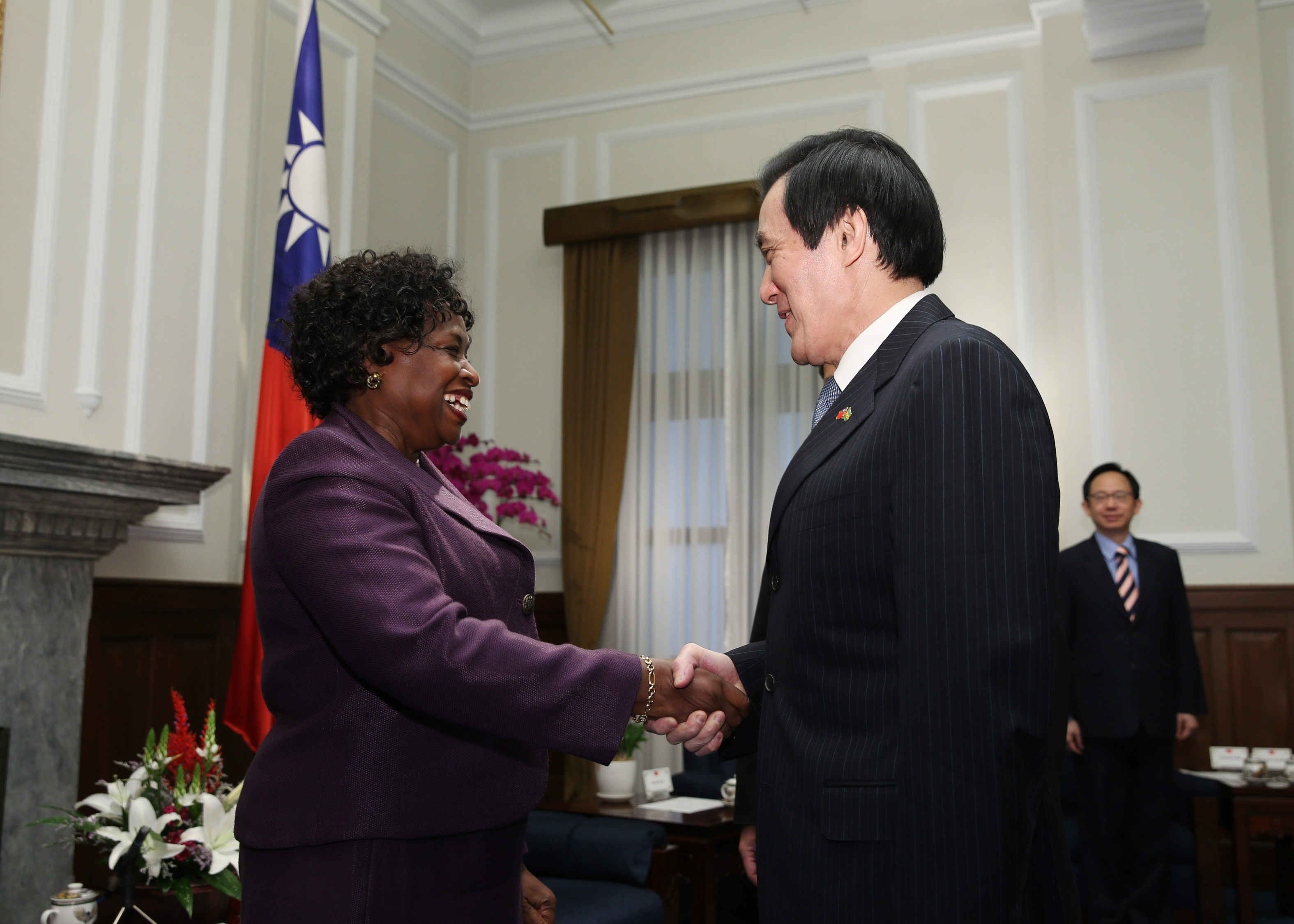
Natalia Umbelina und Präsident Ma Ying-jeou, (Republik China, Taiwan) 15. April 2014

Natalia Umbelina studierte am Centre national de la recherche scientifique, wo sie einen Master erwarb. Zwischen 1990 und 1999 arbeitete Umbelina Neto als Generalsekretärin der Nationalen Kommission der UNESCO in São Tomé and Príncipe.
2007 studierte sie Geschichte an der Universität Aix-Marseille, wo sie einen Ph.D. erwarb. Ihre Doktorarbeit beschäftigte sich mit der Sozioökonomie von São Tomé und Príncipe zwischen 1853 und 1903.
Sie arbeitete als Regional Secretary for Social and Institutional Affairs in der Regionalregierung der Insel Príncipe von 2010 bis 2012.
Sie wurde 2021 zur Außenministerin (Ministry of Foreign Affairs, Cooperation and Communities) ernannt und diente in dieser Funktion bis 2014.